# The Light Between Oceans
The Light Between Oceans (Verweistitel: Liebe zwischen den Meeren) ist ein Filmdrama von Derek Cianfrance, der auch das Drehbuch zum Film schrieb. Der Film basiert auf dem gleichnamigen Roman von M. L. Stedman aus dem Jahr 2012 und feierte am 1. September 2016 im Rahmen der Internationalen Filmfestspiele von Venedig seine Premiere. Am 8. September 2016 kam der Film in die deutschen Kinos.

## Handlung

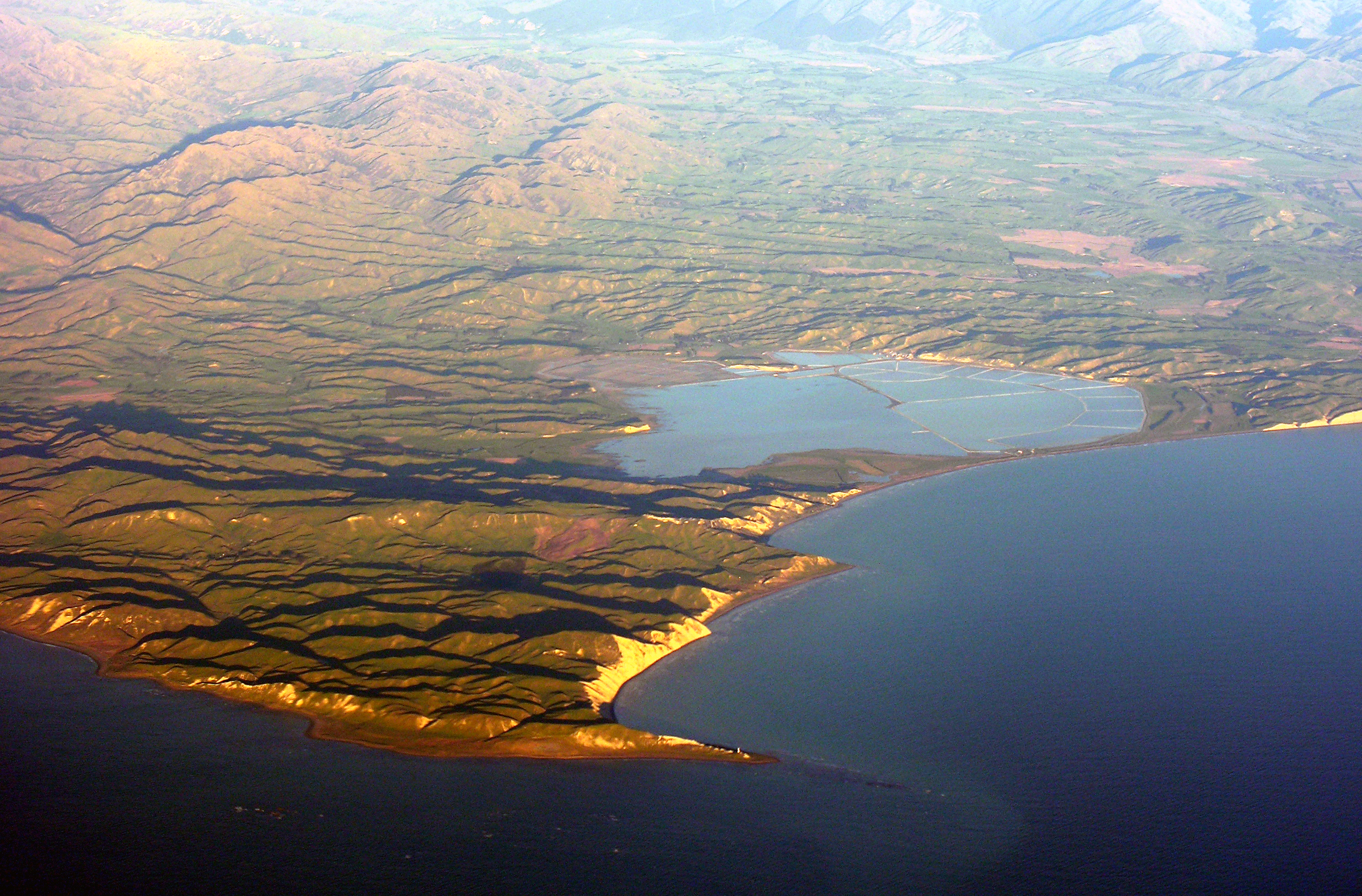
Die kleine Landspitze unten im Bild ist Cape Campbell bei Seddon, ein Drehort des Films. In der Großansicht erkennt man den Leuchtturm.

Tom Sherbourne, der fast vier Jahre Soldat im Ersten Weltkrieg war, wird nach Kriegsende im Dezember 1918 Leuchtturmwärter auf der abgelegenen australischen Insel Janus Rock. Der körperlich unversehrte, aber psychisch traumatisierte Tom lernt Isabel kennen, die Tochter des Schuldirektors des für den Leuchtturm zuständigen Ortes auf dem Festland. Er verliebt sich in sie, und gemeinsam ziehen die beiden nach der Hochzeit auf die Insel. Ihr Glück wird nur von dem Umstand getrübt, dass Isabel zwar schwanger wird, aber in einer stürmischen Nacht eine Fehlgeburt erleidet. Auch ein zweites Kind kommt tot zur Welt. Kurze Zeit später wird ein Ruderboot mit einem toten Mann und einem Baby an Land gespült. Isabel ist überglücklich, das Findelkind umsorgen zu können. Tom will den Fund vorschriftsgemäß melden, doch seine Frau überredet ihn, das Kind als ihr eigenes auszugeben und bei sich aufwachsen zu lassen. Sie nennen es Lucy. Die Leiche des Mannes begraben sie auf der Insel.
Als sie das Kind auf dem Festland taufen lassen wollen, bemerkt Tom auf dem Friedhof eine trauernde Frau. Die Grabsteininschrift lässt darauf schließen, dass es sich um die leibliche Mutter von Lucy handeln muss. Von Schuldgefühlen gequält schreibt er ihr einen anonymen Brief: Ihr Kind lebe, ihr Mann sei „bei Gott“. Die Frau namens Hannah Roennfeldt bringt den Brief zur Polizei und fordert die Suche nach ihrem Kind. Die Beamten können zunächst nichts erreichen. Drei Jahre später lernt auch Isabel Lucys Mutter bei einer Feier an Land kennen. Sie beharrt ihrem Mann gegenüber weiterhin darauf, zu schweigen, doch dieser kann nicht länger mit seinem schlechten Gewissen leben. Als er heimlich eine silberne Baby-Rassel aus dem Boot an Hannah schickt und diese sie zur Polizei bringt, wird die Rassel erkannt. Die Polizei verhaftet Tom, der alle Schuld auf sich nimmt.
Auf der Insel wird die Leiche des Mannes aus dem Ruderboot exhumiert. Es ist Lucys leiblicher Vater, der Deutsche Frank Roennfeldt. Er war wegen seiner Herkunft von Einheimischen „bedrängt“ worden, woraufhin er mit dem Baby in einem Hochseeuntüchtigen Ruderboot aufs Meer geflüchtet war. Tom gerät nun sogar unter Mordverdacht. Die Beamten nehmen Isabel das Kind weg und übergeben es der leiblichen Mutter. Isabels Liebe zu Tom schlägt in Hass um. Einen Brief, den er ihr aus dem Gefängnis schreibt, schiebt sie ungelesen in eine Schublade. Lucy, die nun mit ihrem eigentlichen Namen Grace gerufen wird, will nicht bei der ihr völlig unbekannten Frau bleiben. Sie läuft fort und wird erst nach einer nächtlichen Suchaktion am Meer wiedergefunden, in der Nähe eines Leuchtturms.
Hannah besucht Tom im Gefängnis und lässt sich von ihm bestätigen, dass nur er für die Kindesentziehung verantwortlich ist. Hannah erkennt Lucys starke Bindung zu Isabel und bietet ihr an, ihr das Kind zurückzugeben, wenn sie Tom vor Gericht mit ihrer Aussage belastet, der dann wegen Mordes an Frank Roennfeldt verurteilt werden würde. Isabel ringt mit sich und erinnert sich dann an Toms Brief in der Schublade. Als sie ihn gelesen hat, wird ihr klar, wie falsch sie Tom behandelt hat. Sie läuft zum Gefängnis, um sich zu entschuldigen, doch die Polizei will Tom gerade mit dem Schiff zu seinem Gerichtsprozess fahren. Isabel läuft zum Hafen und kann das Schiff gerade beim Ablegen erreichen. Sie sagt der Polizei, dass sie Lucys leiblichen Vater tot im Ruderboot liegen gesehen hat und sie Tom dazu gebracht hat, das Kind zu behalten. Damit ist Tom vom Mordvorwurf befreit, doch beide werden bestraft, weil sie das Kind widerrechtlich an sich genommen haben. Hannah erkundigt sich beim Polizeikommissar, ob sie sich strafmildernd für die beiden einsetzen könne, was dieser bejaht. Lucy/Grace gewöhnt sich an ihre neue Umgebung. Bei einem Ausritt mit dem Großvater auf dessen Pferd schlägt dieser ihr vor, dass sie Lucy-Grace heißen soll.
Viele Jahre später stirbt Isabel und Tom bleibt allein zurück. Eines Tages bekommt er Besuch; eine junge Frau stellt sich als Lucy-Grace Rutherford vor. Sie hat ihr Baby Christopher mitgebracht. Tom freut sich über ihren Wunsch, ihn öfter besuchen zu wollen.

## Produktion

### Literarische Vorlage und Stab
Der Film basiert auf dem gleichnamigen Roman von M. L. Stedman aus dem Jahr 2012, der in Deutschland unter dem Titel Das Licht zwischen den Meeren veröffentlicht wurde. Stedman wurde in Western Australia geboren, wo sie auch aufwuchs und daher gut die australische Küste beschreiben konnte. Der US-Amerikaner Derek Cianfrance übernahm die Regie und schrieb auch die Drehbuchadaption des Romans. Der Titel bezieht sich auf die angenommene Lage der fiktiven Leuchtturm-Insel Janus Rock zwischen dem Indischen Ozean und dem Pazifischen Ozean.

### Besetzung
Michael Fassbender übernahm im Film die Rolle des Leuchtturmwärters Tom Sherbourne. Alicia Vikander spielt seine spätere Ehefrau Isabel Graysmark. Florence Clery übernahm die Rolle des von ihnen gefundenen Mädchens, Rachel Weisz spielt ihre leibliche Mutter Hannah Roennfeldt, und Leon Ford ist im Film als der verstorbene Vater Frank Roennfeldt zu sehen.

### Dreharbeiten
Die Dreharbeiten wurden im australischen Frühling im September 2014 begonnen. Sie fanden in der auf Tasmanien gelegenen Gemeinde Stanley in Australien und in den neuseeländischen Städten Dunedin und Port Chalmers sowie im Marlborough District statt. Auf dem im Marlborough District bei Seddon gelegenen Cape Campbell erfolgten die Aufnahmen des im Film zu sehenden Leuchtturms.
Während der Dreharbeiten wurde aus Vikander und Fassbender auch im wirklichen Leben ein Paar.

### Filmmusik
Die Filmmusik stammt von dem mit einem Oscar ausgezeichneten französischen Filmkomponisten Alexandre Desplat. Der Soundtrack zum Film hat eine Länge von 62:21 Minuten, umfasst 19 Lieder und wurde am 2. September 2016 von Lakeshore Records veröffentlicht. Des Weiteren sind im Film das Lied Bist du bei mir aus dem Notenbüchlein für Anna Magdalena Bach, das bekannte australische Volkslied Waltzing Matilda, das anglikanische Kirchenlied All Things Bright and Beautiful, der irische Folksong Mason’s Apron und das Stück Funeral Canticle von George Mosley zu hören. Kritiker wie Scott Feinberg von The Hollywood Reporter erachteten Desplats Arbeit an der Filmmusik als Oscar-würdig, auch wenn vor der Premiere nur wenige Passagen daraus bekannt waren. Im Dezember 2016 wurde der Soundtrack als Anwärter bei der Oscarverleihung 2017 in der Kategorie Beste Filmmusik in die Kandidatenliste (Longlist) aufgenommen, aus denen die Mitglieder der Akademie die offiziellen Nominierungen bestimmten.

### Veröffentlichung
Der Film feierte am 1. September 2016 im Rahmen der Internationalen Filmfestspiele von Venedig seine Premiere. Am 8. September 2016 kam der Film in die deutschen Kinos.

## Synchronisation
Der Film wurde bei der RC Production synchronisiert, für Dialogbuch und -regie war Axel Malzacher verantwortlich.
| Rolle                   | Schauspieler       | Synchronsprecher   |
| ----------------------- | ------------------ | ------------------ |
| Tom Sherbourne          | Michael Fassbender | Norman Matt        |
| Isabel Graysmark        | Alicia Vikander    | Yvonne Greitzke    |
| Hannah Roennfeldt       | Rachel Weisz       | Bettina Weiß       |
| Lucy-Grace (jung)       | Florence Clery     | Marie Düe          |
| Lucy-Grace (erwachsen)  | Caren Pistorius    | Janin Stenzel      |
| Ralph Addicott          | Jack Thompson      | Bert Franzke       |
| Bluey Smart             | Thomas Unger       | Tim Knauer         |
| Violet Graysmark        | Jane Menelaus      | Katharina Koschny  |
| Bill Graysmark          | Garry McDonald     | Bodo Wolf          |
| Sergeant Vernon Knuckey | Anthony Hayes      | Martin Kautz       |
| Gwen Potts              | Emily Barclay      | Anne Helm          |
| Septimus Potts          | Bryan Brown        | Frank Glaubrecht   |
| Sergeant Spragg         | Peter McCauley     | Uwe Jellinek       |
| Frank Roennfeldt        | Leon Ford          | Gerrit Schmidt-Foß |

## Rezeption

### Altersfreigabe
In den USA wurde der Film von der MPAA wegen des Themas des Stoffes und einiger sexueller Inhalte mit PG-13 bewertet. In Deutschland, wo der Film FSK 12 ist, heißt es in der Freigabebescheinigung: „Atmosphärisch dicht und emotional intensiv erzählt der Film von Schuld und Vergebung und macht dabei die inneren Konflikte seiner Charaktere gut nachvollziehbar. Zwar können einzelne dramatische Momente aufgrund ihrer Intensität Kinder unter 12 Jahren überfordern, doch bereits 12-Jährige sind in der Lage, sie zu verarbeiten, da diese Szenen gut in den Kontext eingebettet sind und der Film genug Gelegenheit zur Reflexion bietet.“

### Kritiken
Der Film konnte 62 Prozent der Kritiker bei Rotten Tomatoes überzeugen (von 237 Kritikern insgesamt).
David Kleingers von Spiegel Online sagt, Derek Cianfrance sei, obwohl der Film in einem Genre angesiedelt sei, das in der Vergangenheit etliche manipulative, unfreiwillig komische oder schlicht schmalzige Filme hervorgebracht habe, ein gestandenes Melodram ganz ohne Peinlichkeiten gelungen, das das Herz rühre, ohne den Verstand zu beleidigen. Der Film, so Kleingers, überzeuge als leinwandfüllendes Liebes- und Leidensepos mit emotionaler Wahrhaftigkeit und ohne falsche Sentimentalität.
Scott Feinberg von The Hollywood Reporter erachtet Adam Arkapaws Kameraarbeit als Oscar-würdig, aber auch das Kostümdesign von Erin Benach. In Michael Fassbender und Alicia Vikander sieht Feinberg zudem mögliche Kandidaten als Beste Hauptdarsteller.

### Einspielergebnis
Die weltweiten Einnahmen des Films belaufen sich auf 26 Millionen US-Dollar bei Produktionskosten von rund 20 Millionen US-Dollar.

### Auszeichnungen
Evening Standard British Film Awards 2017
- Nominierung als Beste Nebendarstellerin – Shortlist (Rachel Weisz)[18]

Film by the Sea 2016
- Nominierung für den Film and Literature Award (Derek Cianfrance)

Internationale Filmfestspiele von Venedig 2016
- Nominierung für den Goldenen Löwen (Derek Cianfrance)

International Film Music Critics Association Awards 2016
- Nominierung als Beste Musik für ein Filmdrama (Alexandre Desplat)[19]

Irish Film and TV Awards 2017
- Nominierung als Bester Schauspieler in einer Hauptrolle – Film (Michael Fassbender)[20]